# Limnodynastidae
Limnodynastidae (лат.) — семейство бесхвостых земноводных. Некоторыми исследователями рассматривается как подсемейство Limnodynastinae семейства австралийских жаб.

## Описание
Размеры от 3,5 до 11,5 см. По своему строению и внешнему виду похожи на австралийских жаб.

## Образ жизни
Обитают в лесистой местности, саваннах, у стоячих водоёмов. Ведут наземный образ жизни, многие представители семейства способны рыть норы. Активные преимущественно в сумерках или ночью. Питаются различными беспозвоночными.

## Размножение
Это яйцекладущие амфибии. Спаривание и размножение происходит в сезон дождей.

## Распространение
Ареал семейства охватывает Австралию, Новую Гвинею, Тасманию и острова Ару.

## Классификация
На февраль 2023 года в семейство включают 7 родов и 44 вида:
- Adelotus Ogilby, 1907 — Жерлянкоподобные лягушки (1 вид)
- Heleioporus Gray, 1841 — Норницы (6 видов)
- Limnodynastes Fitzinger, 1843 (11 видов)
- Neobatrachus Peters, 1863 (9 видов)
- Notaden Gunther, 1873 — Пустынницы (4 вида)
- Philoria Spencer, 1901 — Филории (7 видов)
- Platyplectrum Gunther, 1863 (6 видов)

## Фото
- Heleioporus australiacus
- Lechriodus fletcheri
- Limnodynastes dumerili
- Notaden bennettii